# Az értelmes tervezettség nézetének története
A szócikk az intelligens tervezés történetét, az intelligens tervezés nézetéhez és a hozzá kapcsolódó intelligenstervezés-mozgalom kialakulásához vezető fontosabb eseményeket mutatja be.

## Kreacionizmus és teremtéstudomány
- 1920-as évek – a fundamentalista-modernista vita: a fundamentalista vallási érzület felélénkülésével az anti-evolúciós nézetet képviselőknek sikerült elérni, hogy beszüntessék az evolúció oktatását az amerikai állami iskoláiban. Ezt a Tennessee államban 1925-ben hozott Butler-törvényhez[1][2] hasonló intézkedésekkel érték el, továbbá azzal, hogy a biológia tankönyvekből országszerte eltávolíttatták az evolúcióra utaló részeket.[3]
- 1958 – National Defense Education Act: A Szputnyik-sokk okozta félelmekre adott válaszként a törvénykezés a természettudományos oktatás javítását célozza meg. Ennek eredményeképpen az Biological Sciences Curriculum Study evolúciót is bemutató tankönyveit az ország középiskoláinak majdnem felében kezdik el alkalmazni, bár a tilalom még mindig érvényben van, s a Butler-törvény hatályon kívül helyezésére tett 1961-es kísérlet kudarcot vall.[4]
- 1961 – A The Genesis Flood („a Genezis-vízözön”) című könyv megjelenése.[5] A könyv szerzői szerint létezik tudományos alapja a fiatal Föld kreacionizmus nézetének, s ez alátámasztja a Genezis bibliai történetét. A könyvet a „vízözön-geológia” nézetének népszerűsítése miatt a kreacionizmus történetében az egyik legfontosabb kiadványnak tartják.[6]
- 1965 – Elterjed a „tudományos kreacionizmus” kifejezés.[5]
- 1967 – Polányi Mihály egy cikkében amellett érvel, hogy az élő szervezetek mechanisztikus struktúrái a tervezett gépekhez hasonlóan egyszerűsíthetetlenek.[7]
- 1968 – Az Epperson kontra Arkansas per döntése alapján az államok nem hozhatnak olyan törvényt, mely megtiltja az evolúció oktatását, mivel ez a megsérti az USA alkotmányának első kiegészítésének az állam és egyház szétválasztásáról rendelkező cikkelyét (Establishment Clause).[8] Ez alapján az államok nem változtathatják meg a tantervet annak érdekében, hogy azok megfeleljenek valamely vallási irányzat hitvallásának.[2][4]
- 1975 – A Daniel kontra Waters per döntése szerint alkotmányellenes az az állami törvény, mely megköveteli, hogy a biológia tankönyvekben az „ember és világának eredetére vagy teremtésére” utaló témákban egyenlő bánásmódban részesítse a Genezis szerinti értelmezést. Ezt követően előtérbe kerül a kreacionizmus új fajtája, a teremtéstudomány (creation science), mely – kevesebb hangsúlyt helyezve a vallási kérdésekre – amellett érvel, hogy a teremtés bizonyítható kizárólag tudományos módszer segítségével.[4]
- 1977 – A Hendren kontra Campbell per döntése szerint az 1970-ben a Creation Research Society („Teremtéskutató társaság”) által kiadott Biology: A Search For Order In Complexity („Biológia: kutatás az összetettség után”) című könyve – bár állítása szerint kiegyensúlyozott álláspontot képvisel az evolúció és a bibliai teremtés között – bizonyos vallási irányzat nézeteit hirdeti, ezért alkalmazása a közoktatásban alkotmányellenes.

Megemlítendő, hogy a bíróságok döntését követően a vallásos szószólók igyekeztek módosítani vagy átszabni megközelítésüket az állami törvényhozó testületek és hivatalok befolyására irányuló hatékony lobbitevékenység érdekében. Az álláspontjuk finomítása és a nyelvezetük módosítása időről időre arra kényszeríti a bíróságokat, hogy megerősítsék és átértelmezzék az Első kiegészítés korlátozásait. Ezen csoportok újabb és folytatólagos próbálkozásai ellenére ha lehetséges, a bíróságoknak kötelessége feltárni megközelítésük célját.”

### Teremtéstudomány tankönyvek és aFoundation for Thought and Ethics
- 1980 – A lelkipásztor Jon Buel létrehozza a Foundation for Thought and Ethics („Gondolatért és Etikáért Alapítvány”) nevű keresztény agytrösztöt, melynek első célja egy olyan könyv szerkesztése, mely „bemutatja a teremtést igazoló tudományos bizonyítékokat”.[10]
- 1981 – Arkansas államban elfogadják az 590-es számú törvényt, mely az állami iskolákban a teremtéstudomány oktatásának azonos időt biztosít, mint az evolúcióénak. A törvény a teremtéstudományt a következőképpen definiálja: „az univerzum, az energia és az élet teremtése a semmiből” – s mely a Föld geológiáját a „világméretű vízözönnel” magyarázza[5] A McLean kontra Arkansas per döntése (1982. január 5.) a törvényt alkotmányellenesnek ítélte, a kreacionisták módszereiről kijelentette, hogy nem tudományos módszerek, hanem a bibliai Genezis szó szerinti értelmezésén alapulnak, s a tudományos alátámasztást igyekeznek ahhoz igazítani.[5] A döntés, mely szerint a „teremtéstudomány” nem tudomány, hanem vallás, a későbbi perek ítéleteire is nagy befolyást gyakorolt.[2]
- 1982 – Louisiana meghozza „kreacionista törvényét”, mely az állami iskolákban megtiltja az evolúció oktatását, ha azt nem követi a „teremtéstudomány” álláspontjának bemutatása.[8] Ezáltal két államban vezettek be „egyenlő időt” biztosító törvényeket.[11]
- 1982 – Befejeződnek a munkálatok a The Mystery of Life’s Origin („Az élet eredetének rejtélye”) című könyvön, s elkezdődik a munka azon a kiadványon, mely később „Pandák” néven válik ismertté.[7]
- 1983 – Percival Davis és Dean H. Kenyon elkészítik a „Pandák” első vázlatát, mely ekkor a Creation Biology Textbook Supplements („Teremtésbiológia tankönyvi segédanyag”) címet viseli.[12] A projekt vezetője és tudományos szerkesztője Charles Thaxton volt.[13]

### Az intelligenstervezés-mozgalom kezdete
- 1984 – Charles Thaxton és társai megjelentetik Az élet eredetének rejtélye című könyvüket, mely egy intelligens ok általi „mélységesen informatív beavatkozás” létezése mellett érvel – „a szerzők arra a következtetésre jutnak, hogy a tervezés megfigyelhető a biológiában, de ezen bizonyítékok alapján a tudomány nem tudja megállapítani, hogy ez a tervezés egy kozmoszon kívüli teremtő munkája-e”.[7] Barbara Forrest innentől számítja az intelligenstervezés-mozgalom történetét.[13]
- 1984 – Kenyon eskü alatt tett nyilatkozata a később Edwards kontra Aguillard néven ismertté vált perben a teremtéstudomány következő definícióját adja:

A teremtéstudomány magyarázata szerint az eredet a komplex formák hirtelen megjelenését jelenti, s magában foglalja a biológiai teremtést, a biokémiai teremtést (vagy kémiai teremtést) és a kozmikus teremtést […] A teremtéstudománynak nem alapvető része a katasztrofizmus, a világméretű özönvíz, a Föld vagy az élet új keletű létrejötte a semmiből (ex nihilo), a fajták koncepciója, vagy más a Teremtés könyvén vagy egyéb vallási szövegen alapuló elképzelés.
Ezen nyilatkozatot később Jonathan Witt, a Discovery Institute munkatársa a következőképpen értékelte:
Kenyon itt egy olyan tudomány leírását adta, mely nyitott az intelligens okok felé, viszont mentes a vallási előfeltevésektől és a tervező identitására vonatkozó kijelentésektől.
Witt szerint ez a teremtéstudomány különbözik a fiatal Föld kreacionizmus teremtéstudományától.
- 1985 – Az Aguillard v. Treen per döntése szerint nem létezik megalapozott szekuláris ok, ami alapján megtiltható lenne az evolúció oktatása, melyet történetileg több vallási felekezet ellenez. Továbbá az Epperson kontra Arkansas (1968) pert idézve az ítélet leszögezi, hogy a teremtéstudomány és a kreacionizmus oktatása vallási nézetek terjesztését szolgálja. Ezért a bíróság úgy ítélte, hogy a „Kreacionizmus Törvény” sérti az USA alkotmányának első kiegészítésének az állam és egyház szétválasztásáról rendelkező cikkelyét. A döntést másodfokon is megerősítették.[8]
- 1986 – Foundation for Thought and Ethics, Kenyon és Davis Biology and Creation („Biológia és Teremtés”) című könyv-vázlata.[12] A vázlat a teremtés következő definícióját adja:

A teremtés azt jelenti, hogy az élet különböző formái már meglévő megkülönböztető jegyeikkel együtt hirtelen jelentek meg egy intelligens teremtő működésének eredményeként. A halak uszonyokkal és pikkelyekkel, a madarak tollakkal, csőrrel és szárnyakkal, stb.
- 1986 – Megjelenik Michael Denton Evolution: A Theory in Crisis („Evolúció: válságban egy elmélet”) című könyve. A mű az intelligenstervezés-mozgalom több prominens szószólójára (például Behe, Johnson) is nagy hatást gyakorolt.
- 1986 ősze – Az FTE „Austin Analytic Consulting” néven felmérést végez 300 középiskolai természettudományos tárgyat oktató tanár körében azzal a céllal, hogy megmutassa a potenciális fősodorbeli kiadóknak, létezik az igény egy az evolúció oktatását „ellensúlyozó” kiegészítő tankönyvre[10][16][17]
- 1987 – Foundation for Thought and Ethics, Kenyon és Davis Biology and Origins („Biológia és Eredetek”) című könyv-vázlata.[12]
- 1987 – Az FTE alapítója, Jon Buell igyekszik kiadót találni a könyvnek. Egy bostoni vállalatnak a következő információkat adta:

Egy új, független tudományos felmérés (jelentés csatolva) rávilágít, hogy a nemzet biológiatanárainak majdnem fele esetében a biológiai eredetről vallott nézeteikben szerepel a teremtés valamilyen formában. Többen azok közül, akik nem így gondolkodnak, mégis úgy hiszik, helye van a tudományos tantervben. […] Az Egyesült Államok ötödik körzeti fellebbviteli bírósága szerint a tanároknak, ha kívánják, szabadságukban áll olyan tudományos ismeretek oktatása, mely alátámasztja a teremtést. Elképzelhető, hogy az úgynevezett louisianai Balanced Treatment Act („Kiegyensúlyozott Kezelés Törvény”) vonatkozásában a Legfelsőbb Bíróság úgy dönt, hogy nem hagyja jóvá a teremtés állami felhatalmazással történő oktatását, azonban bizonyosan helyben hagyják a tanárok fentebb említett tudományos szabadságát. […] A mellékelt előrejelzések, melyek 5 évre kalkulált több mint 6,5 milliós bevétellel számolnak, a legszerényebb piaci elvárások alapján készültek, feltételezve, hogy az ötödik körzeti fellebbviteli bíróság nem hagyja jóvá a Balanced Treatment Act törvényt. Ha valamiképpen mégis jóváhagyná, akkor kidobhatják ezeket az előrejelzéseket, a nemzeti piaci ebben az esetben robbanásszerű lesz. […] A könyv nem lesz tárgya a kreacionizmust érő nagyobb kritikának, miszerint a természetfeletti kívül esik a tudományon, mivel a könyv központi mondanivalója az, hogy a tudományos bizonyítékok egy intelligens ok létezésére utalnak, de a tudomány nem beszél arról, hogy ez az ok az az anyagi univerzumon belül, vagy azon túl található. Így a könyv nem épít a természetfelettire.

## AzEdwards kontra Aguillardper ítélete, aPandák
- 1986. augusztus – A per során 72 Nobel-díjas tudós,[19] 17 állami tudományos akadémia és hét másik tudományos szervezet írt levelet a bíróságnak. Ezen levelekben kifejezésre juttatták véleményüket, mely szerint a louisianai törvényben megfogalmazott „teremtéstudomány” – ide értve a semmiből való teremtés, a teremtett fajok, az özönvíz-geológia és a fiatal Föld nézeteit is – vallási dogma. A törvény alkotói a teremtéstudományon annak hagyományos nézetét értik, s nem a „hirtelen megjelenés” értelmezését, melyet a bíróságon bemutattak. A „hirtelen megjelenés” nézete egy rosszul fogalmazott és „utólagos találmány, melyet azzal a céllal hoztak létre, hogy védelembe vehessék ezt az alkotmánysértő törvényt”. A levél írói továbbá megjegyzik:

A tudomány célja természetes jelenségekkel kapcsolatban természetes magyarázatok alkotása és tesztelése. Ez a folyamat a fizikai világról való rendszeres információgyűjtésből és rögzítésből, ezen adatok rendszerezéséből és vizsgálatából áll, mindez azon erőfeszítés érdekében, hogy következtetéseket vonhassunk le a természet törvényeit illetően, melyek legjobban magyarázzák a megfigyelt jelenséget. A tudománynak nincsenek birtokában olyan eszközök, melyek a megfigyeléseinkre adott természetfeletti magyarázatokat kiértékelhetnék; a természetfeletti magyarázatokat a tudomány – anélkül, hogy ítéletet alkotna igazságukról vagy tévességükről – a vallásos hit értelmezésének területére hagyja. Mivel a tudományos vizsgálódás köre tudatosan a természeti elvek kutatására korlátozódik, ezért mentes bármiféle vallási dogmától, így alkalmas az állami iskolákban történő oktatásra.
- 1987 – Az Edwards kontra Aguillard per döntése alapján a Louisiana Kreacionizmus Törvény megsérti az USA alkotmányának az állam és egyház szétválasztásáról rendelkező első kiegészítését. Az ítélet szerint a törvénynek nincs szekuláris célja, állításával szemben nem védelmezi a tudományos szabadságot. Az ítélet a törvény céljáról a következőket jegyzi meg:

célja az evolúció hiteltelenné tétele azáltal, hogy tanítását minden tekintetben a kreacionizmus tanításaival ellensúlyozza. [a törvény] támogatja a vallást azáltal, hogy terjeszti azt a vallásos meggyőződést, miszerint egy természetfeletti lény hozta létre az emberiséget […] elsődleges célja a közoktatás természettudományos tananyagának megváltoztatása volt azzal a szándékkal, hogy előnybe hozzon egy olyan vallási doktrínát, mely teljes egészében elveti az evolúció ténybeli megalapozását.
Azonban a nyilatkozat nem zárta ki más elméletek oktatását, ha azok megfelelnek bizonyos feltételeknek:
Az emberiség eredetét érintő különböző tudományos elméletek oktatása indokolt lehet tisztán szekuláris indíttatásból, a tudományos oktatás hatékonyságának növelése érdekében
Ez a megfogalmazás nyitott kiskaput az intelligens tervezés előretörésének.
- 1987 – Az FTE könyv-vázlatát átnevezik; új neve: Of Pandas and People: The Central Questions of Biological Origins („Pandákról és emberekről: A biológiai eredet központi kérdései”). Belekerül egy lábjegyzet, mely hivatkozik az Edwards-per ítéletére. A teremtés definíciója helyett megjelent az intelligens tervezés meghatározása:

Az intelligens tervezés azt jelenti, hogy az élet különböző formái már meglévő megkülönböztető jegyeikkel együtt hirtelen jelentek meg egy intelligens teremtő működésének eredményeként. A halak uszonyokkal és pikkelyekkel, a madarak tollakkal, csőrrel és szárnyakkal, stb.

### A teremtés átváltozása intelligens tervezéssé, „cdesign proponentsists”

A „creation” és „design” illetve a „creationist” és „intelligent design” kifejezések számának változása az Of Pandas and People című könyv különböző változataiban 1983-tól 1993-ig.

- 1987 – (Jonathan Witt, a Discovery Institute munkatársa 2005-ös nyilatkozata szerint) Thaxton „teremtéstudomány”-definícióját érvénytelenné tette az Edwards-per ítélete, mely megegyezőnek tekintette azt a fiatal Föld kreacionizmussal. Így új kifejezésre volt szükség, melyet a NASA egy tudósától kölcsönzött. A kifejezés az intelligens tervezés volt, s nemsokára bekerült a könyv nyelvezetébe.[7]
- 1987 – Az immár Of Pandas and People néven futó vázlat megközelítőleg 150 teremtésre utaló szavát (például creation – teremtés; creationism – kreacionizmus, creationist – kreacionista) szisztematikusan intelligens tervezésre utaló kifejezésekre cserélik.[22] A creationists („kreacionisták”) szó helyettesítésére a design proponents („tervezést támogatók”) kifejezést alkalmazták. Egy esetben azonban az átírás folyamatába hiba csúszhatott, mely a „cdesign proponentsists”[23] betűsort eredményezte. Erre a hibára a mozgalom kritikusai gyakran mint a kreacionizmus és intelligens tervezés közti „hiányzó láncszemre” hivatkoznak.[24] A teremtés definíciójában történő egyetlen változás a teremtés szó intelligens tervezésre cserélése. Ez a definíció változatlanul fennmarad a könyv 1989-es és 1993-as kiadásában is.[12]

### Johnson és az evolúció
- 1987 – Phillip E. Johnson olvasva Dawkins Vak órásmesterét, a kreacionista Michael Denton Evolution: A Theory in Crisis és Isaac Asimov Guide to Science („Útikalauz a tudományhoz”) című könyveit valamint az Edwards-per bíróságához intézett tanácsadó leveleket arra a következtetésre jutott, hogy a tudomány definíciója kizárja a kreacionizmust.[25] Johnson szerint a kreacionizmus ügye elveszett, mivel tisztességtelenül kirekesztette a tudományból a tudományos közösség naturalisztikus tudománydefiníciója. Ennek következtében – Johnson szerint – újra kell definiálni a tudományt, hogy a természetfeletti is helyet kapjon benne.[2]
- 1987-88 – Johnson találkozik Steven Meyer-rel, aki bemutatja többek között Dentonnak és a fiatal Föld kreacionista Paul Nelsonnak, akik a később intelligenstervezés-mozgalomként ismertté vált mozgalom elindításán dolgoznak.[26]
- 1988. június 23-26. – Az Of Pandas and People szerkesztője, Charles Thaxton a Washington állambeli Tacoma városban konferenciát szervez, melynek címe Sources of Information Content in DNA („A DNS információtartalmának forrása”).[27] A konferencián megjelenik Stephen Meyer is, aki később úgy emlékszik vissza, hogy itt bukkant fel az intelligens tervezés kifejezés.[28]
- 1988. augusztus – Johnson elkészíti később Darwin on Trial („Darwin perbe fogva”) címen ismertté vált könyvének vázlatát[29]
- 1988. december – Thaxton az „intelligens tervezés” kifejezés használata mellett dönt új mozgalmának címkézésénél a „kreacionizmus” kifejezés ellenében.[13]
- 1989 – Johnson részt vesz egy seattle-i konferencián. Az eseményről később így nyilatkozik: „hamarosan a csoport vezetője lettem”.[26]

### AzOf Pandas and Peoplemegjelenése
- 1989 – Egy felmérés szerint az amerikai középiskolai biológiatanárok 30%-a szeretne „teremtéstudományt” oktatni.[30]
- 1989 – A Haughton Publishing Co. kiadja az Of Pandas and People című könyvet,[10] mely (Behe egyszerűsíthetetlen összetettség elnevezésű nézetét kivéve, mely csak az 1993-as kiadásban jelenik meg) lényegét tekintve modern formában tartalmazza az összes intelligens tervezés támogatására felhozott alapvető érvet.[20][31] Jon Buell, az FTE munkatársa szerint ez az első alkalom, hogy az „intelligens tervezés” kifejezést mai értelemben használták.[32]

### Kampány az intelligens tervezés iskolai oktatásáért
- 1989 – A Haughton kiadó és az FTE kampányt indít, hogy Amerika-szerte bejuttassa a Pandákat az iskolákba. Ennek érdekében mozgósítani igyekeznek a helyi keresztény közösségeket annak érdekében, hogy azok gyakoroljanak nyomást az iskolaszékekre és személy szerint a tanárokra a könyv oktatásban való alkalmazásának érdekében. E közösség tagjait továbbá arra buzdítják, maguk is vállaljanak tisztséget az iskolaszékekben és a helyi oktatási bizottságokban. A kampány során azt hirdetik, hogy az intelligens tervezés „elfogadott tudomány, egy olyan nézet, melyet számos magasan képzett tudós elfogad”.[17]
- 1989. szeptember 12. – Alabama államban döntenek a jóváhagyott iskolai tankönyvekről. A Pandák szerepel a listán, de a követelményekkel ellentétben nyilvános megtekintésére nincs lehetőség, mivel nem érkezik meg időben a helyi könyvtárakba. A teokratikusként jellemzett[33][34][35] keresztény-konzervatív érdekcsoport, az Eagle Forum helyi vezetője olyan példás tudományos műnek nevezi a könyvet, mely az „intelligens tervezés elméletére” építve mutat be alternatívát az evolúciós elmélettel szemben. A National Center for Science Education (NCSE) közreműködésével a bizottság tagjai írásban kaptak kritikai véleményt a könyvről. Október 2-án a bizottság a könyv alkalmazása ellen szavazott, leginkább annak alig leplezett vallásos alátámasztása miatt.[36]
- 1989. november – A Haughton kiadó több tanári folyóiratban reklámozza a Pandákat. Állításuk szerint a könyv „az akadémiai tisztesség szabályai szerint készült”, szerzői „fővonalbeli, publikáló tudományos oktatók”,[37] továbbá tanári szervezetek találkozóin is reklámozták.[38]
- 1989. november – a Pandákat különböző vallási irányultságú lobbicsoportok (mint például a Concerned Women for America and Citizens for Excellence in Education) reklámozzák. Idaho és Alabama államban is fontolóra veszik alkalmazását, a következő hónapokban Texasban és más államokban is tervezik a benyújtását elbírálásra. Az alulról szerveződő kezdeményezések miatt a könyvnek jó esélye van megjelenni olyan államok iskolakörzeteiben is, melyek nem vették fel az elfogadott könyvek listájára.[38]
- 1989. december – Egy Alabama állambeli templomi kampány eredményeként 11800 aláírás gyűlt össze egy petícióra, mely azért lobbizott, hogy a Pandákat vegyék fel az elfogadott iskolai tankönyvek listájára.[39]
- 1989. december 14. – Az alabamai állami iskolaszék összeül, hogy megvitassa az elfogadott tankönyvek listáját. Az ülésen a Pandák kiadója, a Haughton vállalat képviselője egy gondosan kidolgozott előadást tart, s bemutatásra kerül az evolúció alternatívájaként az intelligens tervezést bemutató kiegészítő tananyag elfogadásáért gyűjtött 11800 aláírás is. A Haughton ügyvédje szerint az ellenfelei hibásan jellemzik a Pandákat kreacionista könyvnek, s állítása szerint az intelligens tervezés nem épít a természetfelettiben való hitre. Az iskolaszék jogi tanácsot kér, s januárban meghallgatás kezdődik kizárólag a Pandák ügyének megvitatására.[39]
- 1990. január 8. – Az alabamai iskolaszék által kezdeményezett meghallgatáson Buell és Thaxton is részt vesz a Pandák támogatásának érdekében. A könyv kiadója, a Haughton társaság igyekszik visszalépni, s ügyrendi okokra hivatkozva véget vetni a meghallgatásnak. Később a Haughton perrel fenyegeti a bizottság tagjait, ha elvetik a könyvet, ahelyett, hogy elfogadnák a visszalépést. Ezután a bizottság elfogadja a visszalépést.[39]
- A kreacionisták aktív reklámhadjárata, mely a Pandák állami oktatásban történő alkalmazását célozza a '90-es évek végéig folytatódik, majd 2000 után ez a kampány nagyrészt elhal.[20][31]

## Megalakul a Discovery Institute, Johnson nézetei
- 1989. november 30. – Johnson a következőket írja készülő könyvének „nézeteim nem hivatalos összegzése” című részében: „A fontos téma nem a tudomány és a kreacionizmus, hanem a tudomány és a materialista filozófia kapcsolata”. Johnson szeretné elérni, hogy az iskolai tankönyvek elismerjék az evolúcióval kapcsolatos állítólagos problémákat. „Ennél fontosabb, hogy az egyetemek váljanak nyitottá a darwinizmus és a tudományos materializmus alapvető feltételezéseinek valódi intellektuális vizsgálatára. Arra a lehetőségre, hogy a darwinizmus hibás, és jelenleg nincs rendelkezésre álló helyettesítő elmélet”.[29]
- 1990 – A Haughton kiadó elismeri, hogy a Pandák iránti eddigi kereslet csak egypéldányos vásárlásokra terjedt ki. Ezután az állami elfogadtatás helyett az FTE az iskolákon kívüli, alulról építkező terjesztésre koncentrál, helyi iskolaszékeket, tanári csoportokat és szülőket célozva meg.[10]
- 1990. május – Jon Buell, az FTE alapítója új kampányt hirdet. A stratégia szerint a helyi iskolarendszereket leginkább a biológiatanárokon keresztül lehet megközelíteni. Elkészül egy 18 perces videó, melyben számos tudós, oktató és jogász szerepel. A rövidfilm az önkéntesek számára felvázol egy Javasolt Akciótervet is: keressenek egy rokonszenves biológiatanárt (például a helyi gyülekezet egy tagját), aki aztán meggyőzi a tantervi bizottságot, hogy finanszírozási igény nélkül vegye be a tantervbe a Pandákat, majd egy helyi egyház megvásárolja a könyveket, melyeket aztán az iskolának adományoz.[40]
- 1990 – Bruce Chapman megalapítja a Discovery Institute (DI) nevű konzervatív keresztény agytrösztöt.[41]
- 1990 – Az FTE pártfogásával a Haughton kiadó megjelenteti Johnson Evolution as Dogma: The Establishment of Naturalism („Az evolúció mint dogma: A naturalizmus megalapozása”) című könyvecskéjét. A mű állítása szerint a tudomány metafizikai materialista nézőpontja elveti a Teremtő létezésének lehetőségét, ezért nem képes tekintetbe venni a természetfeletti beavatkozásra utaló bizonyítékokat.[42]
- 1990. október – Johnson A Reply to My Critics („Válasz kritikusaimnak”) című cikkében a következőket állítja:

A teremtés-evolúció vitából az a fél kerül ki győztesen, amelyiknek megvan a kulturális tekintélye, hogy a meghatározza a diskurzust irányító alapszabályokat. Ha a teremtést elismerik komoly lehetőségként, akkor a darwinizmus nem győzhet, s ha a priori kizárják, a darwinizmus nem veszíthet
Johnson az amerikai Nemzeti Tudományos Akadémiára, mint „Naturalista Tudományos Akadémiára” hivatkozva azt állítja, hogy a tudományos szervezet az Edwards-perben is megerősítést nyert logikája szerint a „teremtéstudomány” nem tudomány, mivel nem természeti magyarázatokon nyugszik, hanem azt a nézetet tartja, miszerint „az univerzum teremtése, a Föld, az élőlények és az ember az emberi felfogás számára hozzáférhetetlen természetfeletti erők által jött létre.”.
- 1991 – Phillip A. Bishopot, az Alabamai Egyetem professzorát megkérik, hagyjon fel propagandatevékenységével, melyet egy választható kurzus keretében az „intelligens tervezés elméletének” oktatásával fejt ki. Bishop a szólásszabadságra és a tudományos szabadságra hivatkozva beperli a felsőoktatási intézményt (Bishop kontra Aronov). A pert első fokon megnyeri, másodfokon azonban a bíróság szerint az egyetemnek jogában áll meghatározni a tantervet.[42]

### Johnson első könyve, aDarwin on Trial
- 1991? (a kiadó szerint 1992[44]) – megjelenik Johnson első könyve, a Darwin on Trial („Darwin perbe fogva”), mely a kreacionistákat a legtágabb értelemben a következőképpen jellemzi:

[a kreacionista] egyszerűen olyan személy, aki úgy hiszi, a világ és főként az emberiség tervezés eredménye, s egy cél érdekében létezik.
Johnson szerint a „darwinizmus” alapvetően és kimondottan tartalmazza e hit tagadását, ezért olyan naturalisztikus filozófiát alkot, mely alapvetően ellentétben áll a vallással. A könyv nem használja az „intelligens tervezés” kifejezést Johnson nézeteire. A könyv irodalomjegyzékében szerepel az Of Pandas and People, mely Johnson szerint „csak abban az értelemben kreacionista könyv, hogy párhuzamba állítja az »intelligens tervezés« paradigmáját a (naturalisztikus) evolúció paradigmájával”.
- 1991: Johnson későbbi állítása szerint „mire a Darwin on Trial megjelent, már egészen részletesen kidolgoztam a stratégiát, melyről úgy véltem, idővel megnyerhetjük ezt a kampányt, s meg tudtam győzni a legtöbb fiatal Föld és idős Föld kreacionistát, hogy ez a helyes haladási irány”.[26]
- 1992. március – Johnson visszaemlékezései szerint „A mozgalom – melyet ma Éknek nevezünk – a Darwin on Trial című könyvem megjelenését követően a Déli Metodista Egyetemen 1992 márciusában tudósok és filozófusok részvételével zajló konferencián debütált. A konferencia összehozta az Ék több kulcsfiguráját, név szerint például Michael Behet, Stephen Meyert, William Dembskit és engem” akik „vitába szállnak a Michael Ruse vezette darwinisták” azon tételeivel, melyek alapján „a darwinizmus és a neo-darwinizmus a priori elkötelezték magukat a metafizikai naturalizmus mellett”. Johnson a következőket jegyzi meg:

Ha világossá válik, hogy a darwini elmélet dogmatikus filozófián, s nem a bizonyítékok súlyán nyugszik, a tisztességes vitához vezető út megnyílik más, eltérő vélemények számára. Ez az Ék-stratégia, dióhéjban.
- 1992-től – Az intelligens tervezés szószólói aktív konferenciaszervezésbe, kiadványok készítésébe és egyetemi előadások szervezésébe (ezáltal az utánpótlás biztosításába) fognak. Honlapok indításával, rádió- és televízió-szereplésekkel, blogok és podcastok segítségével igyekeznek a nyilvánosságot elérni.[2]
- 1992. március, április – A televíziós prédikátor James Dobson hírlevélben kéri támogatóit, hogy vonuljanak a helyi iskolaszékhez, és követeljék a Pandák használatát az evolúció oktatása mellett.[49]
- 1992. július – A Scientific American című tudományos magazinban Stephen Jay Gould amerikai paleontológus közzéteszi Johnson Darwin on Trial című könyvének kritikáját.[50]
- 1992 – Johnson válaszcikket ír Gould kritikájára, melyet a Scientific American nem közöl le. Ezután Dembski, Behe, Myer és 36 más anti-evolucionista tömegesen küldi szét egy támogató levél kíséretében e cikk másolatait amerikai tudósok és biológiai tanszékek részére. A levélben magukra, mint „Ad Hoc Eredet Bizottság” illetve „Tudósok Akik Megkérdőjelezik a Darwinizmust” hivatkoznak.
- 1993. január – Johnson egy írásában azt állítja, hiba volt a teisták részéről elfogadni az evolúciót.

Álláspontjuk – melyet én teisztikus naturalizmusnak nevezek –, abból a premisszából indul ki, hogy Isten tartózkodik a beavatkozástól a valóság azon részeiben, melyeket a természeti tudomány saját területeként jelölt ki […] az alapvető vita nem a Föld koráról szól, vagy a teremtés módszeréről szól, hanem arról, hogy létezésünket egy céllal rendelkező Teremtőnek köszönhetjük, vagy egy vak, materialisztikus folyamatnak.
- 1993. június – A születőben lévő intelligenstervezés-mozgalom számára Johnson újból találkozót szervez, amin megjelenik többek között Scott Minnich, Michael Behe, Steven Meyer, Jonathan Wells és Dean Kenyon is.[25][52] Általánosan ezt a találkozót tekintik a mozgalom születésének, Behe itt mutatja be először egyszerűsíthetetlen összetettségnek nevezett nézetét[48][53]

### Az átdolgozottPandák, a Discovery Institute találkozik az intelligens tervezéssel
- 1993 – Megjelenik a Pandák második kiadása. A könyvben lecserélték az „evolúció” és „evolucionista” szavakat „darwinizmus” és „darwinista” kifejezésekre, hogy különbséget tegyenek az „evolúció”, mint „az élőlényekben az idő előrehaladtával bekövetkező változás” és a „darwinizmus”, mint mutáció és természetes szelekció között. A Biokémiai hasonlóságok című hatodik fejezetet Behe nagymértékben átdolgozza, megjelenítve benne a véralvadásról és a fehérjék eredetéről vallott egyszerűsíthetetlen összetettség nézetét (maga a név nem szerepel a fejezetben). A Charles Thaxton által írt tanárokhoz szóló fejezetet lecserélik M. D. Hartwig, and S. C. Meyer írására[20][31][54][55]
- 1993. december – Megjelenik Johnson Darwin on Trial című könyvének átdolgozott kiadása,[44] mely kisebb változásokat tartalmaz a lábjegyzetekben, továbbá egy új, embriológiával foglalkozó fejezettel és egy epilógussal bővül.
- 1993. december – Bruce Chapman, a Discovery Institute elnöke felfigyel Meyer egy Wall Street Journalban megjelent cikkére, mely a Dean H. Kenyon körül zajló vitáról szólt. (Kenyon intelligenstervezés-kreacionizmust oktatott bevezető kurzusokon).[56][57]
- 1994 – a kreacionista Origins Resource Association („Eredet Forrás Szövetség”) kampányba kezd a louisianai Livingston Parishben az kreacionista nézetek, köztük az intelligens tervezés természettudományos órákon történő oktatásáért. Az ellenállást Barbara Forrest vezeti.[58]
- 1994 – Stephen C. Meyer megismerteti Bruce Chapmant, a Discovery Institute elnökét az intelligens tervezés nézetével. Nézetük szerint a megközelítés alkalmas mind a spirituális értékek újraalapozására, mind anyagi források biztosítására. 1995-ig Chapman és George Gilder, az Discovery Institute társalapítója Howard Ahmanson (multimilliomos, a keresztény rekonstruktivizmus és a vallásos jobboldal ismert pénzügyi támogatója) családjával tárgyal a CRSC anyagi támogatásáról[41]
- 1994. augusztus – A texasi Plano közösségének frissen választott iskolaszéke 30 példány vásárlását tervezi a Pandák néven ismert könyvből. Helyi és nemzeti oktatásügyi, szkeptikus, szekuláris civil szervezetek nyomására az iskolaszék az ötletet elvetette. Ez a jelenség növekvő számban jelentkezik az Egyesült Államok területén.[59]
- 1994. november 14. – A Wall Street Journal a Pandákról írott cikkében Johnson következő nyilatkozatát idézik:

…helyénvaló lenne egy kissé őszintébbnek lenni a tervező természetével kapcsolatban. »Nem mondani semmit erről olyan, mintha a Hamletet játszanánk Hamlet nélkül« - mondja
Eugenie Scott fizikai antropológus szerint a Pandák vallási nézeteket igyekszik tudományként álcázva terjeszteni, mely megkérdőjelezhető őszinteségre vall. Johnson egyetért azzal, hogy a nézet motivációjának explicitebb kifejezése kívánatosabb lenne, azonban szerinte
tény az, hogy [az intelligens tervezés szószólói] hatalmas előítéletekkel és bigottsággal szemben kénytelenek dolgozni. Azon fáradoznak, hogy [nézeteiket] olyan kifejezésekbe öntsék, melyeket a bíróságok és a tudomány létezni enged majd.
Johnson a Wall Street Journal számára írt december 5-i cikkében amellett érvel, hogy a tankönyvekben használt „kreacionizmus” kizárólag a fiatal Föld kreacionizmusra utal, így nem tisztességtelen a Pandák esetében visszautasítani a kreacionista jelzőt. Johnson szerint a Pandák megkérdőjelezi az evolúció „dogmatikus filozófiáját”, mely „tudományos értelmezésben egy teljes mértékben naturalista rendszer, melyben Isten nem játszik észrevehető szerepet”.
- 1995 Jon Buell, az FTE alapítója anyagi támogatást kérő körlevelében a következőket írja:[12]

A biológiában használható kiegészítő tankönyv már elkészült. A tanárok mind az 50 államban használják. Az Of Pandas and People jó irányba befolyásolja az eredet tanításának módszerét közoktatatási osztályok ezreiben. […] Elköteleztük magunkat az iskolák naturalisztikus tantervének megtörésére.

### Teista realizmus, A Discovery Institute felkarolja az intelligens tervezést, megalakul a CRSC
- Az 1990-es évek közepére Johnson a naturalista evolúció számos kritikusával együttműködve formába öntötte az intelligens tervezés mozgalmát.[62]
- 1995 – Megjelenik Johnson új könyve, a Reason in the Balance: The Case against Naturalism in Science, Law and Education („Értelem a mérlegen: A naturalizmus tudományban, jogban és oktatásban betöltött szerepe elleni álláspont”), mely a tudomány módszertani naturalizmusa ellen foglal állást, melynek következtében szerinte „a Teremtő a vallás, s nem a tudományos vizsgálódás tartományába tartozik”. A könyv Johnson teista realizmusát népszerűsíti, mely „elfogadja, hogy az univerzum és benne minden teremtmény Isten céljának érdekében jött létre”, s azzal a feltételezéssel él, hogy „a teremtés ezen 'ténye' empirikus, megfigyelhető következményekkel jár”.[48]
- 1995 Az FTE kiadja Michael Behe Darwinism, Science or Philisophy? („Darwinizmus, tudomány vagy filozófia?”) című írását.[63]
- 1995. május – Johnson nyilatkozata: A darwinizmus lényege az, hogy a teremtő szerepét kizáró módon magyarázza a világot. […] Amit ma tudomány néven adnak el, az a valóság teljesen naturalisztikus értelmezése […] Ha a tudósok tévednek a darwinizmussal kapcsolatban, ugyancsak tévednek az intelligens tervezést illetően is? Nem érdemes a tervezés nézete egy második pillantásra?
Fiatal evangéliumi keresztény tudósok egy új generációja úgy gondolja, a válasz: igen. Meggyőzően érvelnek amellett, hogy a tervezés nem csupán tudományos, hanem a leginkább észszerű magyarázat az élőlények eredetére. Hangjuk egyre inkább meghallgatásra talál.[47]
- 1995 nyara – The Death of Materialism and the Renewal of Culture („A materializmus halála és a kultúra megújítása”) című konferencia, mely a CRSC alapjául szolgál.[48]
- 1996 – Michael Behe megjelenteti Darwin's Black Box (Darwin fekete doboza) című könyvét.[63]
- 1996. augusztus 10. – A Discovery Institute bejelenti új részlege, a Center for the Renewal of Science and Culture („Központ a tudomány és kultúra megújításáért”) megalakulását. A központ célja a tudomány „materialista torzítását” elemezni és szembeszállni azzal. A CRSC szándéka felvenni a harcot „azzal a nézettel, mely szerint Isten vagy halott, vagy érdektelen”. A központ „kutatói ösztöndíjat adományoz tudósoknak, konferenciákat rendez, továbbá terjeszti a kutatások eredményeit a véleményformálók és a közvélemény számára”. A CRSC igazgatója Stephen Meyer, helyettese John West. Munkatársak: Phillip Johnson és Michael Behe, később csatlakozik majd William Dembski, Paul Nelson és Jonathan Wells[64] A központot kifejezetten azért alapították, hogy „részt vegyen a közoktatásban zajló darwinista vitában”.[65] Alapítója a Discovery Institute elnöke, Bruce Chapman, segítségére volt Stephen C. Meyer. Egy időben Charles B. Thaxton és Walter L. Bradley is a CRSC munkatársai voltak[13] A központ neve 2002-ben Center for Science and Culture-re („Tudomány és Kultúra Központ”) módosult.[66]
- 1996 – A CRSC Mere Creation („Puszta Teremtés”) címmel kutatói konferenciát rendez a Biola University-n azon tudósoknak, akik „elutasítják a naturalizmust, mint megfelelő keretet a kutatások folytatására”.[48]
- 1996. június 24. Eugenie C. Scott a következőket írja:

Az 'intelligenstervezés-elmélet' vagy a 'hirtelen megjelenés' elmélet kifejezéseket használják a 'teremtéstudomány', a 'kreacionizmus' és más kapcsolódó kifejezések helyett. Az anti-evolucionizmus ezen új szakaszát neokreacionizmusnak nevezem.
- 1997 – Johnson a Defeating Darwinism by Opening Minds („Legyőzni a darwinizmust az elmék megnyitásával”) című új könyvében a következőket írja:

Isten a mi valódi teremtőnk […] Arról az Istenről beszélek, aki nyíltan cselekedett, s mindenütt otthagyta ujjlenyomatát a bizonyítékokon. Létezik-e egy ilyen Isten, vagy csak fantázia, mint a Mikulás? Ez a könyvem témája. […] Ha megértjük időnket, tudjuk, el kell ismernünk Isten valóságát azáltal, hogy szembeszállunk a materializmus és naturalizmus hódításával az elme világában
.
- 1998 – Megjelennek William A. Dembski könyvei: a The Design Inference és a Mere Creation.

### AzÉkstratégia
- 1999. február 5. – Kiszivárog a Discovery Institute Ék-dokumentuma.[41][48] Az

Az Ék-dokumentum által felvázolt PR-kampány a közvélekedés megváltoztatását, a tömegtájékoztatás, egyes nonprofit szervezetek és politikusok befolyásolását célozza meg. A kritikusok szerint ez a dokumentum demonstrálja leginkább, hogy a Discovery Institute és az intelligens tervezés célja leginkább politikai, s nem tudományos természetű.
- 1999 – Johnson egy beszédében – melyben nem használja az „intelligens tervezés” kifejezést – a következőket mondja:

[a tudomány, ha az eredet kérdéseire alkalmazzuk] egy alkalmazott materialisztikus filozófia, […] az egész világ és a kozmosz [magyarázatából] hiányzik bárminemű hivatkozás Istenre, mint Teremtőre, nincsenek természetfeletti események, és alapjában kezdetektől fogva változatlan természeti törvények állnak. [Így a darwini] evolúció nem csak a Teremtés könyvének mond ellent, hanem a Biblia minden egyes szavának, az elejétől a végéig. Egy intellektuális mozgalmat hoztam létre az egyetemeken és a templomokban, melynek az „Ék” nevet adtuk […] a darwini elmélet nem igaz […] hol lehet az igazság? Mikor a Bibliából prédikálok – ahogyan azt gyakran teszem templomokban vasárnaponként – nem a Teremtés könyvével kezdem. Kezdem János 1:1-gyel: „Kezdetben volt az Ige”. Kezdetben volt az intelligencia, cél és bölcsesség. A Bibliának ebben igaza volt. És a materialista tudósok tévesbe ringatják magukat.

## Még mindig nincs elmélet,Tanítsd a vitát
- 1999 – Új stratégia: érvelni amellett, hogy a tanárnak alkotmányos joga kreacionista tananyagot tanítani, s az „evolúció elleni bizonyítékok” bemutatása javítja a tanítás és a tanulás minőségét. Újabb kísérletek történnek az intelligenstervezés-kreacionizmus és Pandák iskolákban történő oktatásának elfogadtatására. Kreacionista tanári segédanyagok nagy számmal állnak rendelkezésre mind „teremtéstudomány-lelkészségeken”, mind konzervatív keresztény csoportokon keresztül.[30]
- 1999 – Az FTE kiadja David DeWolf, Stephen Meyer és Mark DeForrest 40 oldalas könyvecskéjét, mely az Intelligent Design in Public School Science Curricula: A Legal Guidebook („Intelligens tervezés a közoktatás természettudományos tananyagában: Jogi útikalauz”) nevet viseli. A szerzők az Edwards kontra Aguillard per ítéletére hivatkozva a könyv célját a következőképpen határozzák meg: segíteni „az emberiség eredetével kapcsolatos több tudományos elmélet oktatását […] tisztán szekuláris indíttatásból, a tudományos oktatás hatékonyságának növelése érdekében”.[20]
- 1999 – A Washington állambeli Burlington-Edison iskolakörzetben kiderül, hogy egy helyi tanár, Roger DeHart a Pandákból tanítva mellőzve az állam által az evolúció oktatására jóváhagyott tankönyvet.[41]
- 1999. augusztus 17. – Philip Kitcher, a Columbia University tudományfilozófia professzora egy Johnsonnal folytatott online vita során megalkotja a „neo-kreo” kifejezést: „a tudományos irodalomban guberálva állításokat ragadnak ki a szövegkörnyezetükből, majd úgy tesznek, mintha minden ami az evolúcióval kapcsolatos vitatott lenne […] De az egész egy nagy szélhámosság”.[28]
- 2000. május 10. – Discovery Institute a kongresszusnak szánt Scientific Evidence of Intelligent Design and its Implications for Public Policy and Education („Az intelligens tervezés tudományos bizonyítékai és jelentősége a társadalompolitikában és oktatásban”) című tájékoztatójában a „darwinizmus” társadalmi, erkölcsi és politikai következményeivel is foglalkozik.

A teremtés-evolúció vita eddig elsősorban állami és helyi szinten zajlott, a Kongresszus bevonását célzó új erőfeszítés akkor indul, mikor a szenátus második hete vitatja a szövetségi K-12-es oktatási programokat. A keresztény aktivista Nancy Pearcey, aki az intelligens tervezés egyik prominens szószólója a következőket állítja:
A darwinisták számára a vallást fel kell váltsa egy új, tudományon alapuló kozmikus mítosz, mely rendelkezi azzal az erővel, mely az embereket összeköti egy új világrendben
Pearcey szerint az embereknek igazuk van, ha aggódnak amiatt, hogy ez aláássa a moralitást.
- 2000. július – A CRSC két munkatársa, Dean Kenyon és David DeWolf kijelenti:

A tudományos kreacionizmus […] valójában egyike az intelligens tervezés előfutárainak
- 2001. június 2. – Rick Santorum bemutatja a Santorum kiegészítést, melyet részben Johnson írt a DI aktivistájának, David DeWolfnak egy jogi folyóiratban megjelent cikke alapján. A kiegészítés végül nem került be a törvénybe, egy módosított formája azonban fennmarad a konferencia jelentésében. Ez az írás szolgál alapul a Discovery Institute Tanítsd a vitát nevű kampányához.[4]
- 2002. december – A Discovery Institute lobbizik, hogy az intelligens tervezés bekerüljön az Ohio állambeli természettudományos tananyagba. A kampány sikertelen, s az intelligens tervezést név szerint zárják ki az elfogadott tantervi szabványból. Azonban az evolúcióelmélet aspektusainak kritikai elemzése kifejezés, mely benne marad a szabványban alapul szolgál az új Tanítsd a vitát kampányhoz, melynek neve „Az evolúció kritikai elemzése” lesz.[4][71]
- 2004. január – William Dembski The Design Revolution: Answering the Toughest Questions About Intelligent Design („A tervezés forradalma: válasz a legkeményebb kérdésekre az intelligens tervezéssel kapcsolatban”) című művében a következőket írja:

A teizmus – legyen az keresztény, zsidó vagy muzulmán –, úgy tartja, hogy Isten bölcsessége által teremtette a világot. A világ keletkezése és az ezt követő elrendeződés így egy intelligens ágens tevékenységének eredményéből következik, és ez Isten.
A naturalizmus ezzel szemben nem hagy helyet egy intelligens ágensnek, kivéve egy vak, céltalan és materiális folyamat végén
- 2004 – elkészül a Pandák új változatának vázlata, írói: Michael J. Behe, Percival Davis, William A. Dembski, Dean H. Kenyon és Jonathan Wells. A vázlat tartalmaz egy előszót, egy tanárokhoz és egy diákokhoz szóló fejezetet és egy epilógust is.[32]
- 2004. március 10. – Az Ohio Állami Iskolaszék jóváhagyja a Critical Analysis of Evolution – Grade 10 („Az evolúció kritikai elemzése – 10. osztály”) című tanóramodellt.[71][73]
- 2004 – A Touchstone: A Journal of Mere Christianity című lapnak a kreacionista Paul Nelson a következőket nyilatkozza:

Messze a legnagyobb kihívás, mellyel az intelligenstervezés-közösség szembe kell hogy nézzen, az a biológiai tervezés egy érett elméletének kidolgozása. Jelenleg nincs ilyen elméletünk, és ez egy valódi probléma. Elmélet nélkül nehéz meghatározni, hová fókuszáljuk a kutatást. Jelenleg van egy zsáknyi erőteljes intuíciónk és egy maroknyi elképzelésünk, mint az egyszerűsíthetetlen összetettség és a specifikált összetettség, de ezideáig nincsen általános elméletünk a biológiai tervezésre.
- 2004 – A Wisconsin állambeli Grantsburg iskolaszéke úgy dönt, engedélyezi az intelligens tervezés, mint az evolúció melletti alternatív elmélet oktatását. 2005 nyarának végén a döntés visszavonására sürgető levelek hatására az iskolaszék nagyrészt visszavonja a döntést.[11]

## Kitzmiller kontra doveri iskolaszék
- 2004. június 7. – a Pennsylvania állambeli Dover körzet iskolaszéke új biológia-tankönyv (Biology: The Living Science, írta: Kenneth Miller és Joseph Levine) bevezetését tervezi. William Buckingham, az iskolaszék tantervi bizottságának elnöke ezt a könyvet ellenzi, mivel olyan tankönyv bevezetését szeretné elérni, mely az evolúció-teremtés viszonylatban kiegyensúlyozott nézetet képvisel. Buckingham a Pandákat javasolja, azonban parázs vita után ez a könyv végül lemaradt az elfogadott tankönyvek listájáról.[20]
- 2004 október 4. – Buckingham bejelenti a Pandák 50 példányának adományként történő elfogadását. Október 18-án az iskolaszék 6:3 arányban kiegészíti a tantervet, mely ezután tartalmazza az intelligens tervezést. A Pandák mint referenciaszöveg szerepel a tantervben. Buckingham bejelenti, hogy egy jogi cég (később kiderül, hogy a Thomas More Law Center) ingyenesen elvállalja az iskolaszék jogi képviseletét, ha perre kerülne sor.[20]
- 2004. december 12. – Phillip Johnson egy interjúban a következőket nyilatkozza:

A doveri iskolaszék nem azt tette, amit én javasoltam. […] Tanítsd csak az evolúciót annak elismerésével, hogy vitatott
- 2004. december 14. – Tizenegy szülő, az American Civil Liberties Union az Americans United for Separation of Church and State és a Pepper Hamilton LLP pert indít a doveri iskolaszék ellen. A vád vezetője Tammy Kitzmiller, egy kilencedik osztályos tanuló édesanyja.
- 2004. december 20. – Az iskolaszék megszavazza, hogy elfogadják a Thomas More Law Center ajánlatát az ingyenes jogi képviseletre.[4][20]
- 2005. május – Megkezdődik a „kansasi evolúciós meghallgatás”. A meghallgatást a konzervatív keresztényekből álló iskolaszék szervezte azzal a céllal, hogy az intelligens tervezést beemeljék a természettudományos közoktatásba a „Tanítsd a vitát” módszer segítségével. A meghallgatás vezetője John Calvert az Intelligent Design Network („Intelligens Tervezés Hálózat”) kansasi irodájának igazgatója. A tudomány képviselői bojkottálták az eseményt, „tudományellenes keresztes hadjáratnak” nevezve azt, melyet nem kívántak részvételükkel legitimálni.[74][75]
- 2005. szeptember 26. – november 4. – A Kitzmiller kontra doveri iskolaszék per, bíró: John E. Jones III.
- 2005. november – A kansasi iskolaszék 6:4 arányban megszavazza az új természettudományos oktatási előírásokat, melyben többek között megváltoztatják a tudomány definícióját, mely ezután megengedi a természetfeletti magyarázatokat.[75]
- 2005. december 20. – Döntés a Kitzmiller-ügyben: Az iskolaszék az állami iskolák biológiaóráin az intelligens tervezés oktatásának bevezetésével megsérti az USA alkotmányának első kiegészítésének az állam és egyház szétválasztásáról rendelkező cikkelyét, mivel az intelligens tervezés nem tudomány, s „képtelen elkülöníteni magát kreacionista, így vallásos elődeitől.[76]

## AKitzmiller-perután
- 2006. február – A kansasi iskolaszék 6:4 arányban új természettudományos oktatási előírásokat fogad el, mely támogatja az evolúciót.[75]
- 2006. február – Ohio állam kormányzója, Bob Taft kezdeményezi Tanítsd a vitát kampányra épülő állami oktatási előírások jogi felülvizsgálatát. Az ohioi iskolaszék 11:4 arányban megszavazza a Tanítsd a vitát irányelveinek tantervből való eltávolítását.[4]
- 2006 tavasza – Johnson egy interjúban a következőket nyilatkozza:

Nem hiszem, hogy jelenleg rendelkeznénk az intelligens tervezés elméletével, melyet a darwini elmélettel összehasonlítható alternatívaként javasolni tudnánk, mely – bármilyen hibákat is tartalmaz – egy teljesen kidolgozott elképzelés. Nincsen intelligenstervezés-elmélet, mely összehasonlítható lenne vele. A mozgalomhoz tartozó tudományos személyek feladata egy pozitív elmélet kidolgozása. Többen közülük meg vannak róla győződve, hogy ez lehetséges, de ezt még bizonyítaniuk kell. Az oktatási szféra számára nincsen kész termékünk.
- 2007. június – Megjelenik Behe új könyve, a The Edge of Evolution: The Search for the Limits of Darwinism („Az evolúció pereme: a darwinizmus határaink keresése”). Tudósok, főleg biológusok a könyvet erősen bíráló kritikával fogadták[77][78][79][80]
- 2007 – Készülőben van egy új biológia-tankönyv, mely a Pandákat hivatott helyettesíteni. Címe: Explore Evolution („Fedezd fel az evolúciót”). Írói: Stephen C. Meyer, Scott Minnich, Paul A. Nelson, Jonathan Moneymaker és Ralph Seelke.[81][82][83]
- 2007 – William A. Dembski és Jonathan Wells főiskolai tankönyvként átdolgozzák a Pandákat, mely ezután a The Design of Life („Az élet tervezettsége”) címet viseli.[83][84] 2007 decemberében egy interjú során Dembski a következőket nyilatkozza:

Úgy hiszem, Isten céllal teremtette a világot. Az intelligens tervezés Tervezője végső soron a kereszténység Istene
- 2008. április – Debütál az intelligens tervezést támogató Expelled: No Intelligence Allowed című mozifilm. A film fő állítása, hogy a tudomány képviselői elhallgatják az evolúciót cáfoló és az intelligens tervezést támogató bizonyítékokat, s ellehetetlenítik a teremtést valló tudósokat.

A filmmel kapcsolatban Ed Brayton, az intelligens tervezés kritikusa a következőket írja a Skeptic magazine április 17-i számában:
Az intelligenstervezés-mozgalom régóta azon dolgozik, hogy a közvélemény eszébe véssen két egymást kölcsönösen kizáró hazugságot: A) miszerint az intelligens tervezés tisztán tudományos elmélet, és semmi köze a valláshoz; és B) bárminemű tiltakozás az intelligens tervezéssel szemben bizonyíték a vallással szembeni diszkriminációra

## Az intelligens tervezés története Magyarországon
A következőkben az intelligens tervezés mozgalmának magyarországi története kerül ismertetésre. A leírásban szerepel a mozgalom amerikai történetének néhány fontosabb állomása.
1996
- szeptember Az USA-ban megjelenik Michael Behe Darwin's Black Box (Darwin fekete doboza) című könyve.
- október Szentpétery Péter Az Iskolakultúra októberi számában közzéteszi „Hol voltál…” (Miért nem fogadom el az evolúciót?) című cikkét. Ebben az írásában Szentpétery még a bibliai teremtéstudományt hirdető szerzőkre hivatkozva veti fel az evolúcióval szembeni „alternatív értelmezések” iskolában történő oktatását.

1998
- május Az MTA folyóirata, a Magyar Tudomány közreadja Tóth Tibor Tudomány, hit, világmagyarázat című írását.[87]
- Tasi István olvassa a cikket, és felveszi a kapcsolatot Tóth Tiborral, általa kerül ismeretségbe Jeszenszky Ferenccel, Szentpétery Péterrel és Szabó Attilával.[88] Korábban már mindhárman részt vettek a „teremtéstudomány” (itt: azon nézet, miszerint a bibliai teremtéstörténet természettudományos alátámasztottsággal rendelkezik[J 1]) tudományos alternatívaként történő hirdetésében.[89][90][91]

1999
- március 12. „A teremtés koronája” – teista konferencia. Felszólal többek között Michael Cremo, Jeszenszky Ferenc és Szentpétery Péter. A konferencia nyilatkozatot adott ki, melynek utolsó bekezdése a következő:

Kérjük ezért az oktatásban, a tantervek kidolgozásában és az ismeretterjesztésben dolgozó szakembereket és tanárokat, hogy az evolúcióelméleteket a felvetett, tudományosan megalapozott kritikai szempontokkal és alternatív magyarázatokkal együtt mutassák be.
- Megjelenik Tasi István Ahol megáll a tudomány című könyve (LAL Kiadó, Bhaktivedanta Kulturális és Tudományos Intézet), mely az evolúció elméletével szemben a védikus kreacionizmus szemléletét kínálja.

2001
- Megalakul az Értelmes Tervezettség Munkacsoport.
- április Megjelenik Szentpétery Péter „Alkotásainak értelmes vizsgálata” című cikke a Theologiai szemlében.[93] Ezen cikkben már túlnyomórészben a Discovery Institute munkatársainak műveire hivatkozik.

2002
- Megjelenik Michael Behe Darwin fekete doboza című könyvének magyar kiadása (Harmat kiadó).
- Megjelenik Tasi István és Hornyánszky Balázs A természet IQ-ja című könyve (Kornétás kiadó). A könyv elkészítésében közreműködött többek között Farkas Ferenc is. Az előszót Jeszenszky Ferenc írta. E könyv ugyancsak védikus alternatívát kínál az evolúcióval szemben.

2003
- Az ÉRTEM levelet fogalmaz meg az Oktatási Minisztérium számára, melyben azt kérik, hogy az iskolákban az „intelligens tervezés elméletét” egyenrangú lehetőségként ismertessék.[91][94][95]

2004
- 2004-es év végén Tasi István szerkesztésében megjelenik A tudomány felfedezi Istent – Intelligens tervezés – az evolúcióelmélet új riválisa című könyv (Aeternitas kiadó).

2005
- Megjelenik Tóth Tibor Tudomány, hit, világmagyarázat című könyve (Fókusz kiadó), melynek alapjául a Magyar Tudományban 1998-ban megjelent cikke szolgált. Lektorai Jeszenszky Ferenc, az ÉRTEM alapító tagja és Ruff Tibor, a Hit Gyülekezetének teológusa. Tóth e könyvében következőképpen nyilatkozik az intelligens tervezésről:

Az ID [Intelligent Design - értelmes tervezés] nagy szerepet játszik a szigorúan materialista-ateista tömegek és a közvélemény megszólításában. Legnagyobb eredményeit abban éri el, hogy bibliai kiindulópont nélkül, tudományos konklúzióként is eljuttathat nyitott gondolkodású embereket a világ szellemi eredetének és csodálatos tervezettségének felismeréséhez. Innen már könnyebb eljutni ahhoz, amit a Róm 1,20 keresztény nézőpontból is szemléletesen megvilágít: ahhoz, hogy a Biblia Istenének keze munkájából maga az Alkotó is felismerhető, aki azonos az Intelligens Tervezővel, biztosítva a tervezés és kivitelezés utolérhetetlen összhangját.
- április Az USA-ban zajló Selman kontra Cobb Megyei Iskolakörzet per során – melyhez a körzet iskolaszékének azon döntése vezetett, miszerint az evolúciót tárgyaló tankönyvekre egy figyelmeztető cédulát kell ragasztani, mely szerint az evolúció „csak egy elmélet” és „nem tény”[97] – a Krisna-tudat Nemzetközi Szervezete (ISKCON) helyi szervezete támogatásáról biztosította az iskolaszéket, a bírósághoz intézett levelében kifejtve, hogy nem érzik úgy, hogy a cédula előnyben részesítené a keresztény vallást saját nézeteikkel szemben.[98]
- október 26. Klubbeszélgetés a Mindentudás Egyeteme keretében. Résztvevők: Kampis György, Pléh Csaba, Tasi István, Jeszenszky Ferenc. Kampis az index.hu-nak adott 2008-as interjújában a következőképpen nyilatkozik az eseményről:

Volt korábban egy vitaest az akadémián, amin én is részt vettem, ott megjelentek az értelmes tervezettség hívei beszélgetőpartnerként és a közönség soraiban is. Utána a neten és a médiában olyan beállításokkal találkoztunk részükről, hogy nahát, már az akadémiára is bejutottak. Szó sincs erről, az történt, hogy mi voltunk elég hülyék ahhoz, hogy szóba álltunk velük, különben sehova nem jutottak volna. Azt gondolom most, hogy nem kell foglalkozni ezekkel az emberekkel, nem kell nekik teret adni, főjenek a saját levükben.
- december 20. Az Amerikai Egyesült Államokban véget ér a doveri pandaper.

2006
- A Védikus Tudományok Kutatóközpontjának első budapesti plakátkampánya.[100]

2007

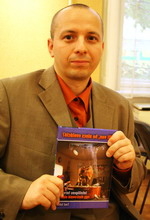
Tasi István és Mi van, ha nincs evolúció? című könyve. Kiskunhalas, 2007. október 27.

- Megjelenik Tasi István Mi van, ha nincs evolúció című könyve (Kornétás kiadó).
- június 8. Az Európa Tanács által kiadott „A kreacionizmus veszélyei az oktatásban” című jelentés az intelligens tervezésről a következőket tartalmazza: „A kreacionizmus semelyik formájában – ilyen például az 'intelligens tervezés' – sem tényekre alapul, nem használ tudományos érvelést és tartalma szánalmasan inadekvát a természettudományos órák számára”[101]

2008
- március 3. Az MTA – másik 67 ország tudományos akadémiájához hasonlóan[102] – állásfoglalásban nevezi tudományon kívüli elképzelésnek, mely az evolúciós elméletet áltudományos érvelésekkel kritizálja.[103]
- május A Védikus Tudományok Kutatóközpontja újabb plakátkampányt indít Budapesten.
- december A Magyar Tudomány c. folyóirat „Az »értelmes tervezettség« hiedelmének boncolgatása…” címszó alatt több cikket is megjelentet a témával kapcsolatban, köztük Tasi István „Tudomány a bíróságon” című írását is.

2009 – Charles Darwin születésének kétszázadik évfordulója
- Az ÉRTEM tagjai újabb felhívást intéztek az Oktatási Minisztériumhoz. Eredményt ezúttal sem érnek el.[104]
- Tasi és Hornyánszky A természet IQ-ja című könyve megjelenik angol nyelven (Nature's IQ, Touchstone). Az angol kiadás előszavát Michael Cremo jegyzi.[105]